# Gil Semedo

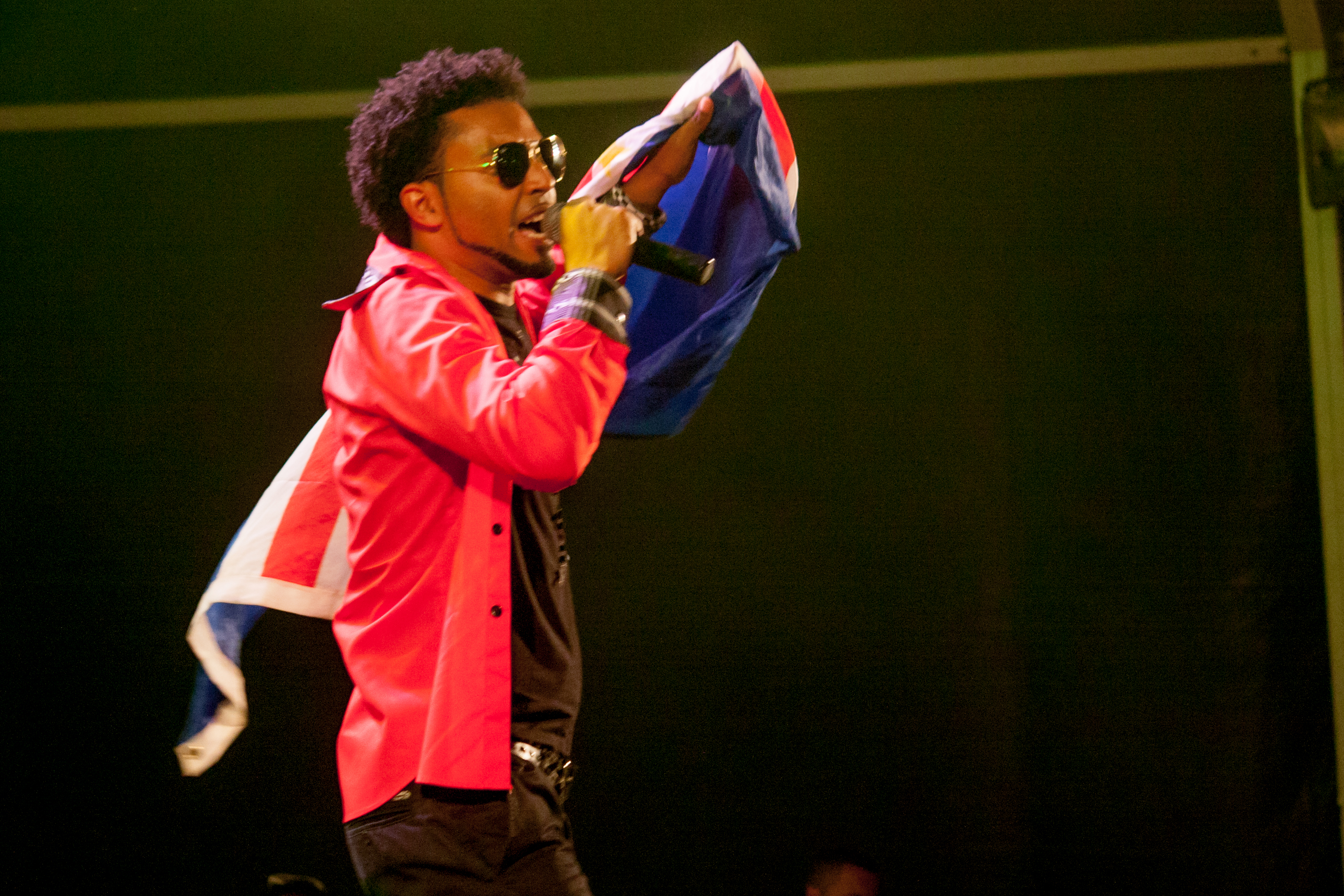
Gil Semedo (2014)

Gil Semedo Moreira (* 25. Oktober 1974) ist ein kapverdischer Sänger und Komponist, im Alter von sechs Jahren emigriert und aufgewachsen in den Niederlanden. Er ist in Deutschland kaum bekannt.
1989 erreichte er mit 15 Jahren das Finale der „Henny Huisman Sound Mix Show“. Erstes Album Menina (Mädchen) mit Gil & the Perfect 2. Im Jahre 1999 überlebte er einen Autounfall, bei dem er einen Fuß verlor.
Die Single Sweet Honey wurde zum Hit, das von Rick Arnold produzierte Video dazu lief weltweit.
Gil gehört mit über 500.000 verkauften Alben zu den erfolgreichsten lusophonen afrikanischen Künstlern. 2003 trat er beim Gamboa Festival in Praia auf und begeisterte mehr als 100.000 Fans.
Beim neuen, in Holland, Portugal und Frankreich eingespielten Album haben bekannte Musiker wie DABS, Johnny Fonseca, Grace Évora und Dina Medina mitgewirkt.
Seine Musik ist eine Mischung aus traditionellen Musikstilen der Kapverden, wie Coladeira, Funaná, Batuque und modernen Musikrichtungen wie Zouk, Kizomba, Pop und R&B.

## Diskografie
- Minina (1991)
- Caboswing (1993)
- Separadu (1993)
- Caboswing (1995)
- Doom Da Da Doom (1995)
- Verdadi (1995) mit „Maria Julia“, Wiederbelebung des Batuque
- Bodona (1997)
- Nos Líder (2001)
- Best of Gil Semedo 1991–2001 incl. Bonustrack „Obrigado“
- Dedicaçon (2002)
- Nha Vitória (2006/Label MB Records)
- Angola Sempre a Subir (single 2006)
- Alem Do Sonho (DVD 2007)
- Best Of Love (2007)
- Cabopop (2008)
- Sempri Lider (2011)